# 西阿卜杜勒加尼
35°13′41″N 01°38′19″E / 35.22806°N 1.63861°E
西阿卜杜勒加尼（阿拉伯语：سي عبد الغني），是阿爾及利亞的城鎮，位於該國北部提亞雷特省，由蘇格爾區負責管轄，面積424平方公里，海拔高度1,047米，2008年人口9,273，人口密度每平方公里22人。